# Alexis I Loir
Pour les articles homonymes, voir Loir.
Alexis I Loir, dit « le Romain », est un orfèvre et graveur français, né à Paris le 30 octobre 1640 et mort dans la même ville le 14 avril 1713.

## Biographie

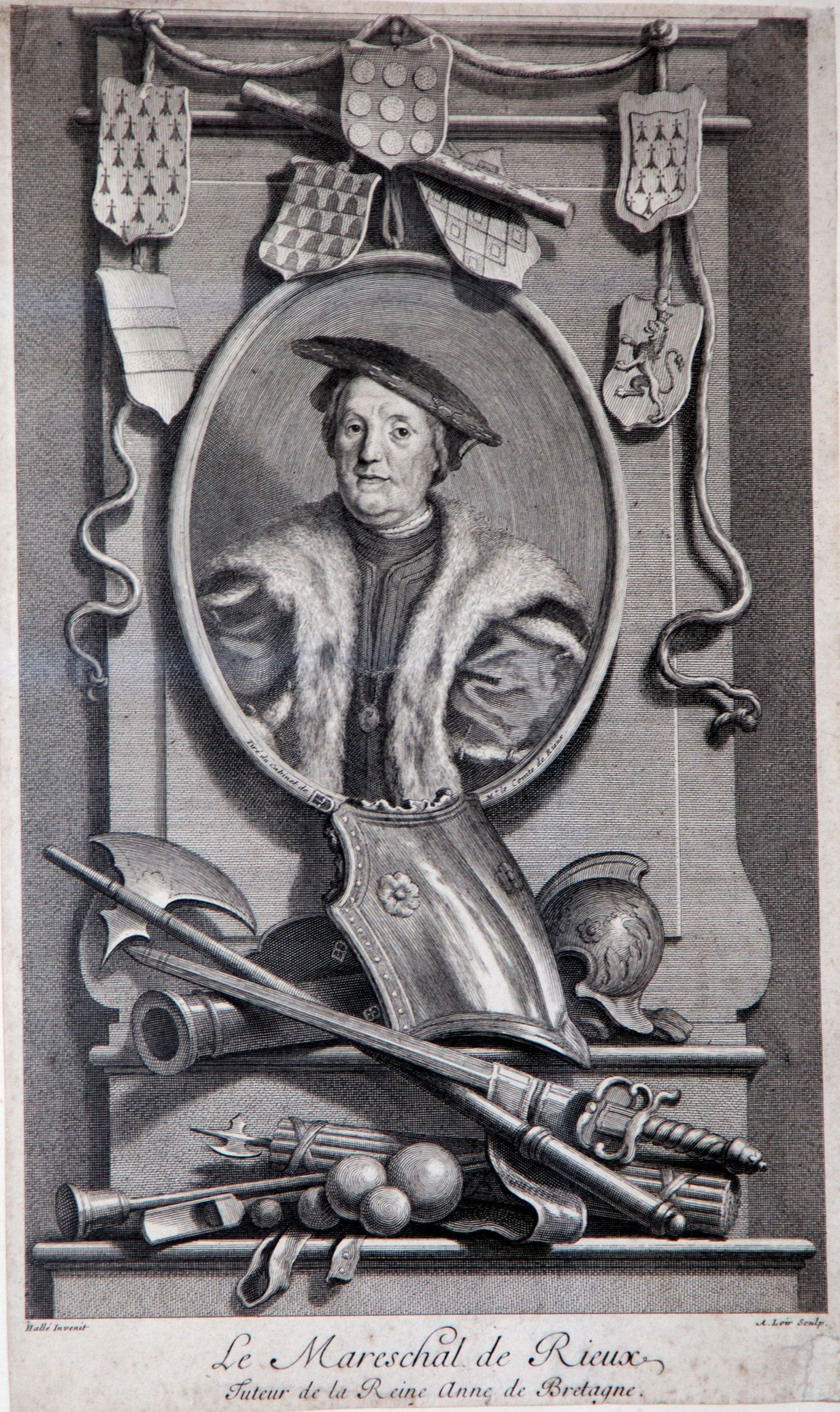
Jean IV de Rieux, gravure d'Alexis Loir d'après Noël Hallé.

Fils de l'orfèvre Nicolas I Loir, Alexis I Loir est le frère cadet du peintre Nicolas Pierre Loir (1624-1679).
Il exerce comme orfèvre du roi aux Gobelins dès 1666 et réalise entre 1666 et 1676 pour Louis XIV des pièces du fameux mobilier d'argent, et une balustrade en collaboration avec Claude de Villiers, d'après des dessins de Charles Le Brun, alors directeur de la Manufacture des Gobelins.
Il est reçu comme maître-orfèvre parisien en 1669.
Il est reçu à l'Académie Royale le 5 mars 1678 comme amateur. Reçu membre de cette Académie après présentation d'une gravure d'après Nicolas Poussin, il est nommé conseiller honoraire en 1686, date à laquelle il signe un traité avec Charles Le Brun lui cédant deux planches de La Chute des Anges, sous les ordres duquel il travaille pour le château de Versailles au projet de décoration de la chapelle du château (1685). 
Il fit avec Charles Nicolas Cochin, Boulanger[Lequel ?], Becket[Lequel ?], Coëlemans[Lequel ?], Lenfant[Lequel ?], Lochon[Lequel ?], Raiffelet[Lequel ?] et Vanfchuffen[Lequel ?] de nombreuses estampes de quatre vingt tableaux de son frère Nicolas Pierre Loir.
Il est membre de la guilde des orfèvres ; il en fut gardien en 1697, haut Gardien en 1698 et consul en 1699. Il cesse son activité en 1702.
Alexis I Loir fut inhumé le 16 mai 1713 dans l'église Saint-Nicolas-du-Chardonnet à Paris.

## Poinçon
- Lettres « A.I » et « F »[4].

## Œuvres dans les collections publiques
- Paris, Bibliothèque nationale de France : Le Massacre des Innocents, estampe ;
- Saint-Denis, basilique de Saint-Denis : Adoration des bergers, 1682, bas-relief en argent repoussé, doré, décorant le devant du maître-autel (œuvre volée, classée aux monuments historiques).

## Estampes
- Molière
- Saint Ermite à genoux, eau-forte. Saint tourné vers la droite et tenant dans sa main gauche un chapelet en regardant vers le ciel ou l'on voit dans une gloire un globe dans lequel est inscrit « Charitas » ;
- Descente de croix, d'après Charles Le Brun ;
- Le Massacre des Innocents, vers 1650, d'après Le Brun ;
- Dessins décoratifs, pour carrosses et gravés par son frère Alexis I Loir ;
- Dessins décoratifs pour l'embellissement de carosses, dessins de Nicolas Loir gravés par son frère Alexis I Loir ;
- Dessins d'ornements de panneaux, lambris pour carosses ;
- Nouveaux dessins de guéridons dont les pieds sont propres pour les croix, les chandeliers, chenets et autres ouvrages d'orfévrerie et de sculpture inv et gravez par Alexis Loir, six gravures ;
- La présentation du Christ au Temple, estampe n°1569 au catalogue de Winckler ;
- La Chute des Anges rebelles, vers 1685, d'après Le Brun pour la 3e chapelle de Versailles, commencé en 1672 et copié par Verdier, gravé par Alexis Loir ;
- Adoration des Rois mages, avant 1705, d'après un tableau perdu de Jean Jouvenet, n°1567 du catalogue de Winckler ;
- Déposition de Croix, vers 1705, d'après le tableau de Jean-Baptiste Jouvenet
- L'Éducation de la Reine, 1707, d'après Rubens, dessiné par Jean-Marc Nattier ;
- La Reine prend le parti de la Paix, 1707, d'après Rubens, dessiné par Jean-Marc Nattier.